# 3. arrondissement i Paris
3. arrondissement i Paris er et af Paris' 20 arrondissementer og er placeret i centrum af byen på højre Seinebred. Det kaldes også arrondissement du Temple.

## Geografi

### Bykvarterer
Arrondissementet er delt i fire bykvarterer:
- Arts-et-Métiers
- Enfants-Rouges
- Archives
- Sainte-Avoye

## Demografi

### Befolkningsudvikling
| År   | Befolkning |
| ---- | ---------- |
| 1954 | 65.004     |
| 1962 | 62.904     |
| 1968 | 56.190     |
| 1975 | 42.265     |
| 1982 | 35.632     |
| 1990 | 35.102     |
| 1999 | 34.232     |

## Museer
- Musée des Arts et Métiers